# Dormição de Maria

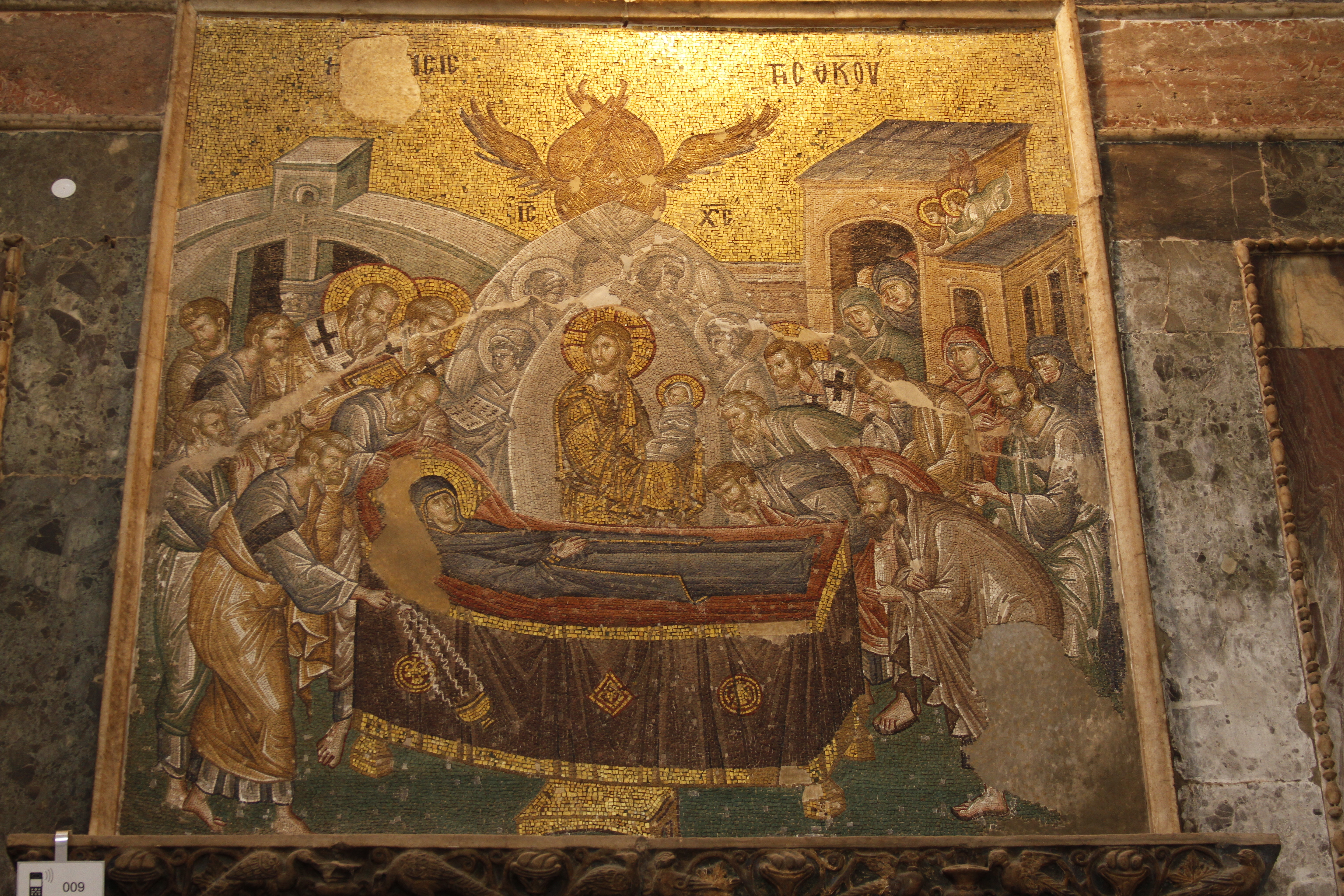
Dormição da Virgem Maria.
Mosaico na Igreja de Chora em Istambul.

A Dormição de Maria, também chamada de Dormição da Teótoco (em grego:  Κοίμησις Θεοτόκου - Koímēsis, frequentemente latinizado como Kimisis, e Uspénie em língua eslava eclesiástica, termos que se referem ao ato de dormir), é uma das grandes festas da Igreja Ortodoxa e das Igrejas Ortodoxas Orientais e Católicas Orientais que comemora a "dormição" ou morte da Teótoco (Maria, literalmente traduzido como "portadora de Deus"), e sua ressurreição corporal antes de ser elevada ao Céu. Ela é celebrada em 15 de agosto (28 de agosto no calendário juliano ainda observado por algumas denominações) como a Festa da Dormição da Mãe de Deus. A Igreja Apostólica Arménia celebra a Dormição não numa data fixa, mas no domingo mais próximo de 15 de agosto.

## Dormição e a Assunção

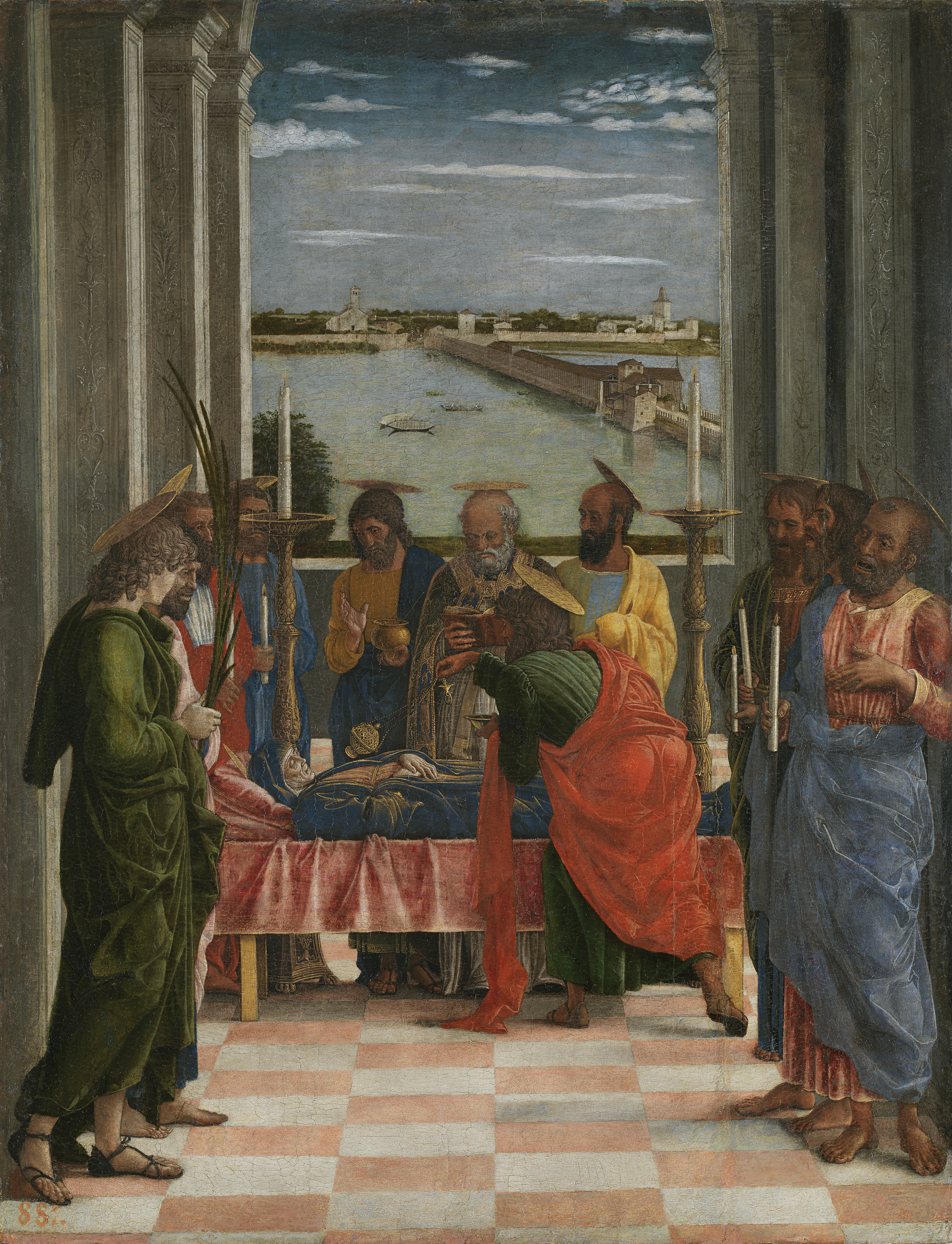
Morte da Virgem.
1461. Por Mantegna, atualmente no Museu do Prado, em Madrid.

A Dormição da Teótoco é celebrada em 15 de agosto (28 de agosto no calendário juliano), o mesmo dia da Festa da Assunção de Maria da Igreja Católica. Apesar de ambos os eventos comemorarem o mesmo evento (a partida de Maria deste mundo), as crenças não são exatamente idênticas.
A ortodoxia ensina que Maria passou por uma morte natural, como qualquer outro ser humano; que sua alma foi recebida por Cristo após a sua morte e que seu corpo foi ressuscitado no terceiro dia, no qual este corpo foi finalmente elevado ao céu para se juntar à sua alma. Seu túmulo foi encontrado vazio no terceiro dia.
O ensinamento católico defende que Maria foi "assumida" no céu de corpo e alma, justamente como seu filho Jesus ascendeu. Alguns católicos concordam com os ortodoxos que este evento teria ocorrido após a morte de Maria, enquanto outros afirmam que ela não experimentou a morte. O Papa Pio XII, na sua constituição apostólica Munificentissimus Deus (1950), que definiu dogmaticamente o dogma da Assunção, deixou a questão propositadamente em aberto sobre se Maria teria ou não morrido no momento de sua partida, mas alude à sua morte pelo menos cinco vezes. Porém, durante uma audiência geral em 25 de junho de 1997, o papa João Paulo II afirmou que Maria, de facto, experimentou a morte natural antes de ser assunta aos céus. Ele disse:
| “ | É verdade que no Apocalipse, a morte é apresentada como uma punição pelo pecado. Porém, o fato de Igreja proclamar Maria livre do pecado original por um privilégio divino único não leva à conclusão de que ela também teria recebido a imortalidade física. A Mãe não é superior ao Filho, que morreu, dando à morte um novo significado, mudando-o para um meio de salvação. Envolvida na obra redentora de Cristo e associada a seu sacrifício salvador, Maria foi capaz de compartilhar de seu sofrimento e morte pelo bem da redenção da humanidade. O que Severo de Antioquia diz sobre Cristo também se aplica a ela: "Sem uma morte preliminar, como poderia a Ressurreição ter ocorrido?" (Antijulianistica, Beirut 1931, 194f.). Para compartilhar da Ressurreição de Cristo, Maria teve que primeiro compartilhar de sua morte. O Novo Testamento não nos dá nenhuma informação sobre as circunstâncias da morte de Maria. Este silêncio nos leva a supor que ela teria ocorrido naturalmente, sem nenhum detalhe adicional que merecesse atenção. Se não fosse este o caso, como poderia a informação sobre ela ter permanecido escondida de seus contemporâneos e não ter sido passado para nós de alguma forma? Sobre a causa da morte de Maria, as opiniões que querem excluí-la da morte por causas naturais parecem sem fundamento. É mais importante olhar para a atitude espiritual da Abençoada Virgem no momento de sua partida deste mundo. Neste ponto, São Francisco de Sales defende que a morte de Maria se deu por um transporte de amor. Ele fala de uma morte "no amor, do amor e através do amor", chegando ao ponto de dizer que a Mãe de Deus morreu de amor pelo seu filho Jesus ("Tratado sobre o Amor de Deus, livro 7, c. XIV). Qualquer que tenha sido, do ponto de vista físico, a causa orgânica, biológica do fim de sua vida terrestre, pode-se afirmar que para Maria a passagem desta vida para a outra foi o desenvolvimento completo da graça na glória, de modo que nenhuma outra morte pode ser tão adequadamente chamada de "dormição" como a dela. | ” |
|   | — Papa João Paulo II. |   |

## Desenvolvimento da tradição da Dormição

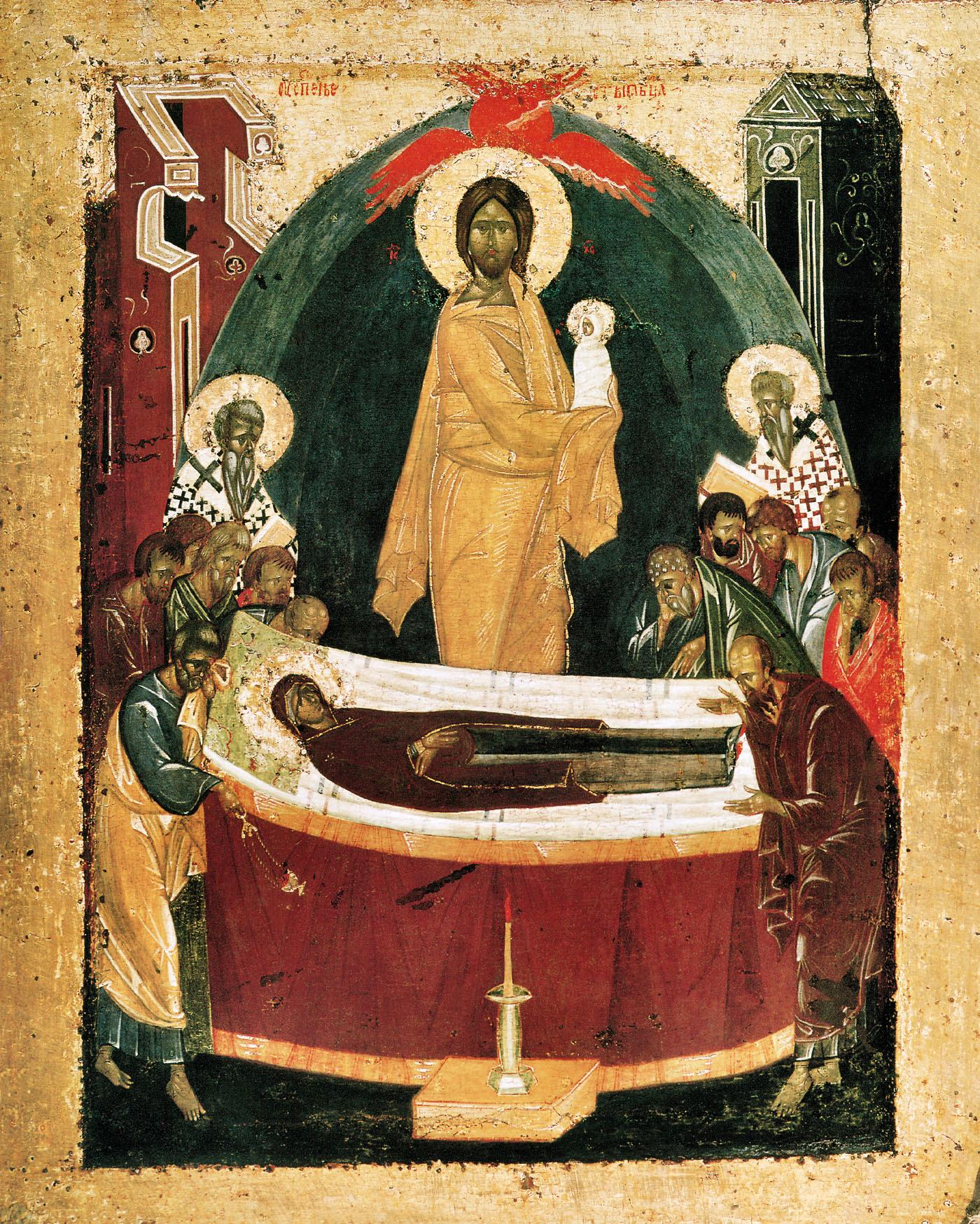
Ícone da Dormição por Teófanes, o Grego, 1392. A Teótoco aparece deitada numa liteira rodeada por onze apóstolos (uma vez que Judas já estaria morto). No centro, Jesus Cristo aparece numa mandorla, enrolando a alma da Virgem Maria (um serafim vermelho aparece acima de sua cabeça). De cada lado dele estão os hieromártires Dionísio, o Areopagita, e Inácio de Antioquia, que, de acordo com a tradição, foram os responsáveis pelo relato da Dormição.

A tradição da Dormição está associada com vários lugares, principalmente com Jerusalém, que abriga o Túmulo de Maria e a Basílica da Dormição de Maria, e com Éfeso, onde está a Casa da Virgem (Meryem Ana).
Durante os primeiros quatro séculos, nada se escreveu sobre o fim da vida da Virgem Maria, embora se afirme, sem documentação sobrevivente, que a Festa da Dormição já era observada em Jerusalém logo depois do Concílio de Éfeso (431).
Quando, no final do século V, quando as primeiras tradições sobre a Dormição começam a aparecer nos manuscritos, Stephen Shoemaker detectou a repentina aparição de três distintas tradições narrativas descrevendo o final da vida de Maria (além de um punhado de outras atípicas): ele as chamou de "Palma da Árvore da Vida", "Belém" e "Copta".

## Importância da festa
Na ortodoxia e no catolicismo, na linguagem das escrituras, a morte é geralmente chamada de "dormição" ou "cair no sono" (em grego: κοίμησις - coemetērium; de onde vem "cemitério", um lugar onde "dormem" os mortos). Um importante exemplo disto é o nome desta festa; outro é a dormição de Santa Ana, a Mãe de Maria. De acordo com as tradições ortodoxa e católica, Maria, tendo passado sua vida depois do Pentecostes apoiando e servindo a igreja nascente, estava vivendo na casa do apóstolo João em Jerusalém, quando o arcanjo Gabriel lhe revelou que sua morte ocorreria em três dias. Os doze apóstolos, que estavam espalhados pelo mundo, teriam então sido milagrosamente transportados para estar ao lado dela em seu leito de morte. A única exceção teria sido Tomé, que se atrasou. Acredita-se que ele tenha chegado três depois da morte dela, ele a teria visto partindo numa nuvem em direção ao céu. Tomé perguntou-lhe "Onde estás indo, ó Santificada?" Ela então tomou a sua cinta e deu-a para o apóstolo dizendo "Recebe isto, meu amigo!" e desapareceu. Tomé foi levado para seus companheiros e pediu para ver o túmulo de Maria, de modo que pudesse se despedir dela. Maria havia sido enterrada no Getsêmani, a pedido dela. Quando eles chegaram ao túmulo, o corpo dela havia desaparecido e restava apenas uma doce fragrância. Uma aparição teria então confirmado que Jesus Cristo havia levado o corpo dela para o céu após três dias para que se reunisse com sua alma. A teologia ortodoxa ensina que a Teótoco já havia passado pela ressurreição que todos iremos experimentar na Segunda Vinda e está no céu num estado glorificado que os demais justos também experimentarão após o Juízo Final.

## Práticas litúrgicas
É comum em muitos lugares a bênção de perfumes no dia da Festa da Dormição. Em outros, o rito do "Enterro da Teótoco" é celebrado no mesmo dia, durante uma vigília de noite inteira. A ordem do serviço se baseia no Enterro de Cristo no Sábado de Aleluia. Um ícone de pano ricamente decorado - chamado Epitáfio - mostrando-a viva é utilizado, juntamente com um conjunto de hinos de lamentação especialmente compostos para a ocasião, que são cantados com o Salmo 119. O Epitáfio é colocado então num suporte e carregado em procissão da mesma forma que o Epitáfio de Cristo durante a Semana Santa.
Esta prática começou em Jerusalém e é de lá que foi levada para a Rússia, onde ela é seguida em várias catedrais dedicadas à Dormição, principalmente a Catedral da Dormição de Moscovo. A prática lentamente se espalhou entre os ortodoxos russos, embora não seja, de forma nenhuma, a prática padrão em todas as paróquias ou mesmo na maioria delas. Em Jerusalém, o serviço é cantado durante a Vigília da Dormição.

### Jejum da Dormição
A Festa da Dormição é precedida por um jejum de duas semanas, chamado de "Jejum da Dormição". De 1 a 14 de agosto (inclusive), os ortodoxos e católicos orientais abstêm-se de carne vermelha, carne de aves, produtos derivados de carne, ovos e leite, peixe, azeite e vinho. Este jejum é mais estrito que o Jejum da Natividade (no Advento) e que o Jejum dos Apóstolos, permitindo o vinho e o óleo nos finais de semana (mas não o peixe). Assim como os outros jejuns durante o ano litúrgico, há sempre uma grande festa em seu decurso; neste caso, a Transfiguração (em 6 de agosto), dia em que se permite o peixe, vinho e óleo.
Em alguns lugares, os serviços litúrgicos nos dias de semana durante o jejum são similares aos da Grande Quaresma (com pequenas variações). Muitas igrejas e mosteiros de tradição russa geralmente o farão pelo menos no primeiro dia do Jejum da Dormição. Este dia é também um dia de festa conhecido como "Procissão da Santa Cruz" (1 de agosto), no qual é costume realizar uma procissão.

## Morte de Maria na arte

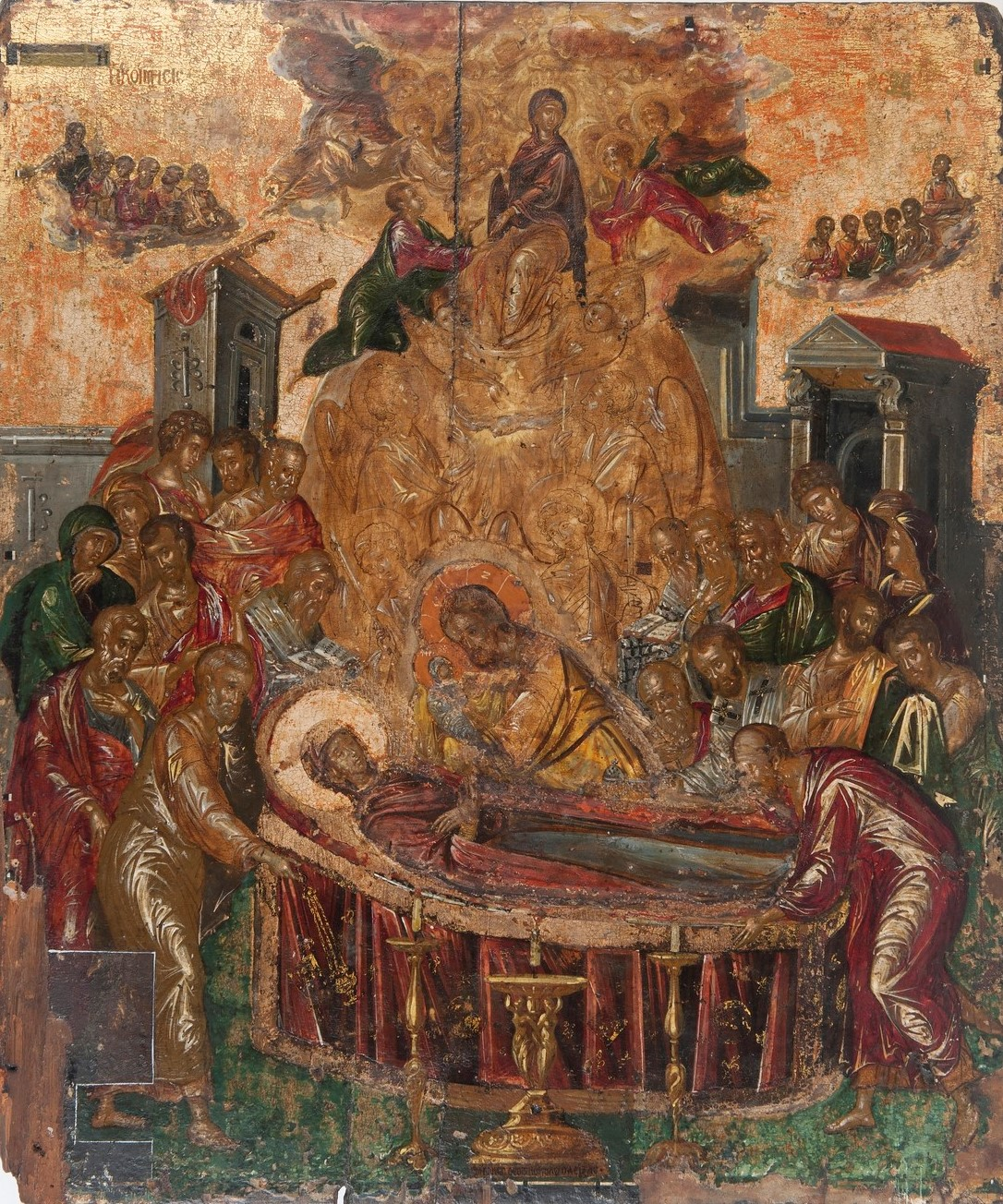
Dormição da Virgem.
século XVI. Por El Greco, atualmente na Igreja da Dormição da Virgem em Siro, na Grécia.

A Dormição é conhecida como Morte da Virgem nos ciclos sobre a Vida da Virgem na arte católica, um tema relativamente comum, geralmente inspirado por modelos bizantinos, até o final da Idade Média. A "Morte da Virgem", de Caravaggio, de 1606, é provavelmente a última pintura famosa do tema no ocidente.